# Аракелов, Сергей Аликович
Сергей Аликович Аракелов (род. 18 июля 1957, Краснодар) — советский тяжелоатлет, чемпион СССР (1978), двукратный чемпион Европы (1978, 1982), двукратный чемпион мира (1979, 1982), семикратный рекордсмен СССР, шестикратный рекордсмен мира. Заслуженный мастер спорта СССР (1979)

## Биография
Родился 18 июля 1957 года в Краснодаре в спортивной семье. Его отец Алик Аракелов серьёзно занимался боксом, а брат матери Юрий Радоняк был серебряным призёром Олимпиады в Риме (1960), а в дальнейшем главным тренером национальной сборной СССР по боксу.
Сергей Аракелов начал заниматься тяжёлой атлетикой в 1970 году под руководством Юрия Саркисяна. В 1977 году выиграл чемпионат мира среди юниоров. С 1978 года входил в состав национальной сборной СССР. В том же году стал чемпионом СССР, чемпионом Европы и серебряным призёром чемпионата мира. Со следующего года перешёл в более тяжёлую весовую категорию. В 1979 году в греческом городе Салоники Сергей Аракелов стал чемпионом мира, но при этом получил серьёзную травму плеча, не позволившую ему выступить на Олимпийских играх в Москве. Полностью восстановиться после травмы он смог только через 3 года. В 1982 году выиграл чемпионат мира и Европы в Любляне, но на следующий год вновь получил тяжёлую травму и принял решение завершить свою спортивную карьеру.
В дальнейшем перешёл на общественную и тренерскую работу. В 1994–2004 годах возглавлял Федерацию тяжёлой атлетики Краснодарского края. С 2006 по 2014 года руководил краевым центром спортивной подготовки по тяжёлой атлетике.